# Piste de bobsleigh, luge et skeleton d'Altenberg

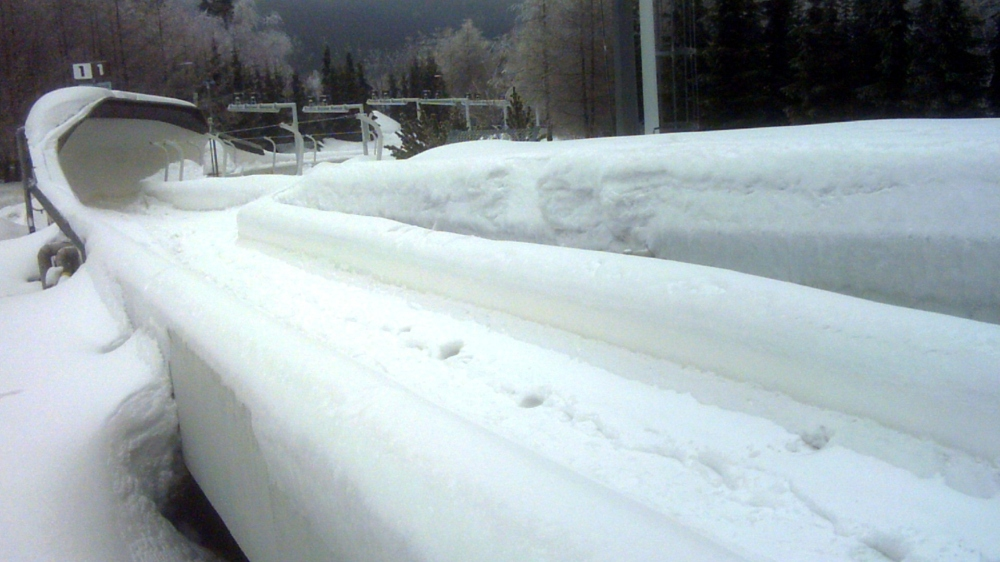
Piste d'Altenberg.

La Piste d'Altenberg est une piste de bobsleigh, luge et skeleton située à Altenberg (Allemagne).

## Histoire
Le bobsleigh fait ses débuts à Altenberg en 1908 sur une piste naturelle. À la fin des années 1970, les lugeurs de l'Allemagne de l'Est qui ont toujours eu des succès en luge commencent à avoir des résultats intéressants en bobsleigh. Ceci est confirmé avec six médailles aux jeux olympiques d'hiver en 1976 et 1980 et cinq médailles aux championnats du monde de bobsleigh entre 1977 et 1979. La fédération décide alors de se doter d'une piste à l'image de leurs ambitions à Altenberg. Erich Mielke ordonne donc la construction d'une piste dont les travaux débutent en 1981 pour se terminer en 1983. Cependant, l'ouvrage n'est pas véritablement à la hauteur des attentes, ils décident alors de modifier les virages 11 et 12. Ce n'est donc qu'après 1986 et la fin des travaux que la piste est officiellement homologuée par la FIBT et la Fédération internationale de luge de course en 1987.
En 1992, les premières compétitions de skeleton y prennent place. En 1997, la maison de départ pour la luge féminine est créée avant le troisième virage, auparavant leurs départs coïncidaient avec le départ des lugeurs-doubles masculins. À l'été 2007, le virage 18 a été modifié.
En 2008, Altenberg a été l'hôte de la 200e épreuve de la coupe du monde de luge (qui a été créée en 1977).

## Statistiques
| Sport                 | Distance de la piste | Nombre de virages |
| --------------------- | -------------------- | ----------------- |
| Bobsleigh et skeleton | 1413                 | 17                |
| Luge - hommes         | 1387                 | 17                |
| Luge - femmes         | 1220                 | 14                |
| Luge - hommes double  | 996                  | 11                |

Entre l'aire de départ et l'aire d'arrivée, la différence d'altitude est de 122 mètres.
| Numéros des virages | Nom du virage | Raisons                                   |
| ------------------- | ------------- | ----------------------------------------- |
| 4.                  | Oméga         | Rappelle la forme de la lettre grecque Ω  |
| 5., 6., 7. et 8.    | Labyrinthe    | Quatre virages rapides sans ligne droite. |
| 10.                 | Spirale       | Courbe à 320 degrés.                      |
| 15., 16. et 17.     | Ziel          | Nom allemand pour dire "Courbe finale".   |

## Grands évènements accueillis
Parmi les grands évènements que la piste a accueillis, on compte quatre championnats du monde de la FIBT - 1991 (bobsleigh), 1994 (skeleton hommes), 2000 (bobsleigh hommes) et 2008 - ainsi que les championnats d'Europe de la luge en 2002 et les championnats du monde de la luge en 1996 (elle accueillera ceux de 2012).